# Proscissio lateralis
Proscissio lateralis är en tvåvingeart som beskrevs av Malloch 1938. Proscissio lateralis ingår i släktet Proscissio och familjen parasitflugor. Inga underarter finns listade i Catalogue of Life.